# Aleksandr Mihajlovič Dodonov
Aleksandr Mihajlovič Dodonov (in russo Александр Михайлович Додонов?; San Pietroburgo, 24 febbraio 1837 (OS 12) – Mosca, 1º febbraio 1914 (OS 19 gennaio)) è stato un tenore russo, meglio descritto, vocalmente, come un tenore lirico o spinto (lirico drammatico).

## Biografia
Nato a San Pietroburgo, fu allievo di Felice Ronconi, Manuel García (figlio) e Francesco Lamperti. Ha cantato per due anni nelle scene operistiche italiane a (Milano e Napoli), poi a Odessa e Kiev. Fu solista al Teatro Bol'šoj di Mosca dal 1869 al 1891.
Ha cantato il ruolo del maestro di scuola (Школьный учитель) alla prima dell'opera Cherevichki di Pëtr Il'ič Čajkovskij a Mosca, al Teatro Bol'šoj il 31 gennaio [OS 19 gennaio] 1887, diretta da Čajkovskij.

## Insegnante e scrittore
Divenne professore alla Scuola di Musica e Teatro di Mosca. Tra i suoi allievi c'erano Leonid Sobinov e Dmitri Smirnov. Nel 1891 pubblicò il suo "Руководство к правильной постановке голоса и изучению искусства пения" ("La guida alla corretta impostazione della voce e all'apprendimento dell'abilità nel canto"). Morì a Mosca.